# Tipula (Lunatipula) hastingsae
Tipula (Lunatipula) hastingsae is een tweevleugelige uit de familie langpootmuggen (Tipulidae). De soort komt voor in het Nearctisch gebied.